# Ungrim Ironfist
Ungrim Ironfist is een personage van de dwergen uit het Warhammerspel van Games Workshop.

## Leven
Ungrim Ironfist, The Slayer king of karak Kadrin is zijn volledige titel. Hij is de koning van de dwergenburcht Karak Kadrin. Hij is een zeer gerespecteerde dwerg met veel kracht, een nuchtere dwergengeest en volledig toegewijd aan het dwergenvolk zoals alleen een koning dit kan zijn. De huidige Hoog Koning Thorgrim Grudgebearer vindt hem een van de beste generaals en krijger van het dwergenvolk. Het was namelijk Ungrim die de Orc Gnashark en zijn leger versloeg in de slag van Broken Leg Gulley en zo de stad Karaz-A-Karak redde van de ondergang. Voor deze daad kreeg hij de Dragon Cloak van de Hoge Koning. 
Tijdens de Storm of Chaos beschermde Ungrim Ironfist de  Peak Pass tegen de legers van Vardek Crom. Enkel toen de Chaos Dwarfs zich aan de zijde van Crom schaarden moest hij de pas opgeven.

## Koning en Slayer
Een van de vroegere koningen en voorvaderen van Ungrim, Baragor, had een groot onrecht ondergaan. Hij zwoer de slayerseed maar kon daarna niet de wildernis in trekken om een roemrijke dood te sterven zoals Slayers doen, omdat hij nog gebonden was door zijn koningseed. Aangezien de koningseed de hoogste eed voor een dwerg is, moest hij op een andere manier aan zijn slayerseed voldoen. Hiervoor richtte hij het grote schrijn van Grimnir op in Karak Kadrin. Slayers kunnen hier uitrusten en wapens halen eer ze de wildernis in trekken om een roemrijke dood te sterven. De slayerseed gaat nu samen met de koningeed over van vader op zoon.

## Uitrusting
Hij draagt de Dragon Cloak, een mantel die gemaakt werd van de huid van de draak Fyrskar door de runnesmid Heganbor voor de Hoog Koning Finn Sourscowl. Deze mantel bezorgt de koning een wardsave, is bestand tegen vuuraanvallen en zorgt voor geluk. Hiernaast draagt Ungrim nog een wapenuitrusting van Gromril. Op zijn hoofd staat de Slayer Crown, een stevige gehoornde helm met een kroon erop en oranje haar dat de drager het uiterlijk van een Slayer geeft. Zijn wapen is het groot tweehandig  bijl "Axe of Dargo". Het is gemaakt van Baragor bijl en in Khazalid is de slayerseed gegraveerd. Zijn baard is feloranje geverfd en wordt versierd door gouden ringen en kleurrijke linten.

## Garagrim Ironfist
Garagrim Ironfist was de zoon van Ungrim. Garagrim dacht een manier gevonden te hebben om zijn familie van de slayerseed af te helpen. Tijdens de Storm of Chaos nam hij de titel van War-mourner of Karak Kadrin aan. Hierdoor werd hij de voorvechter van de koning (zijn vader) en indien hij een roemrijke dood zou sterven waren de nakomelingen van zijn familie vrij van de slayerseed. Hij is inderdaad een eervolle dood gestorven, maar zijn vader vond dit zo een groot onrecht dat hij opnieuw de slayerseed zwoer.

## Regels
De volledige regels voor Ungrim Ironfist, The Slayer king of karak Kadrin zijn te vinden in het Storm of Chaos boek.